# بنكسية ألبية
بنكسية ألبية (الاسم العلمي:Banksia alpina) هي نوع غير مؤكد من النباتات تتبع جنس البنكسية من الفصيلة البروطية.